# 구이 버터 케이크

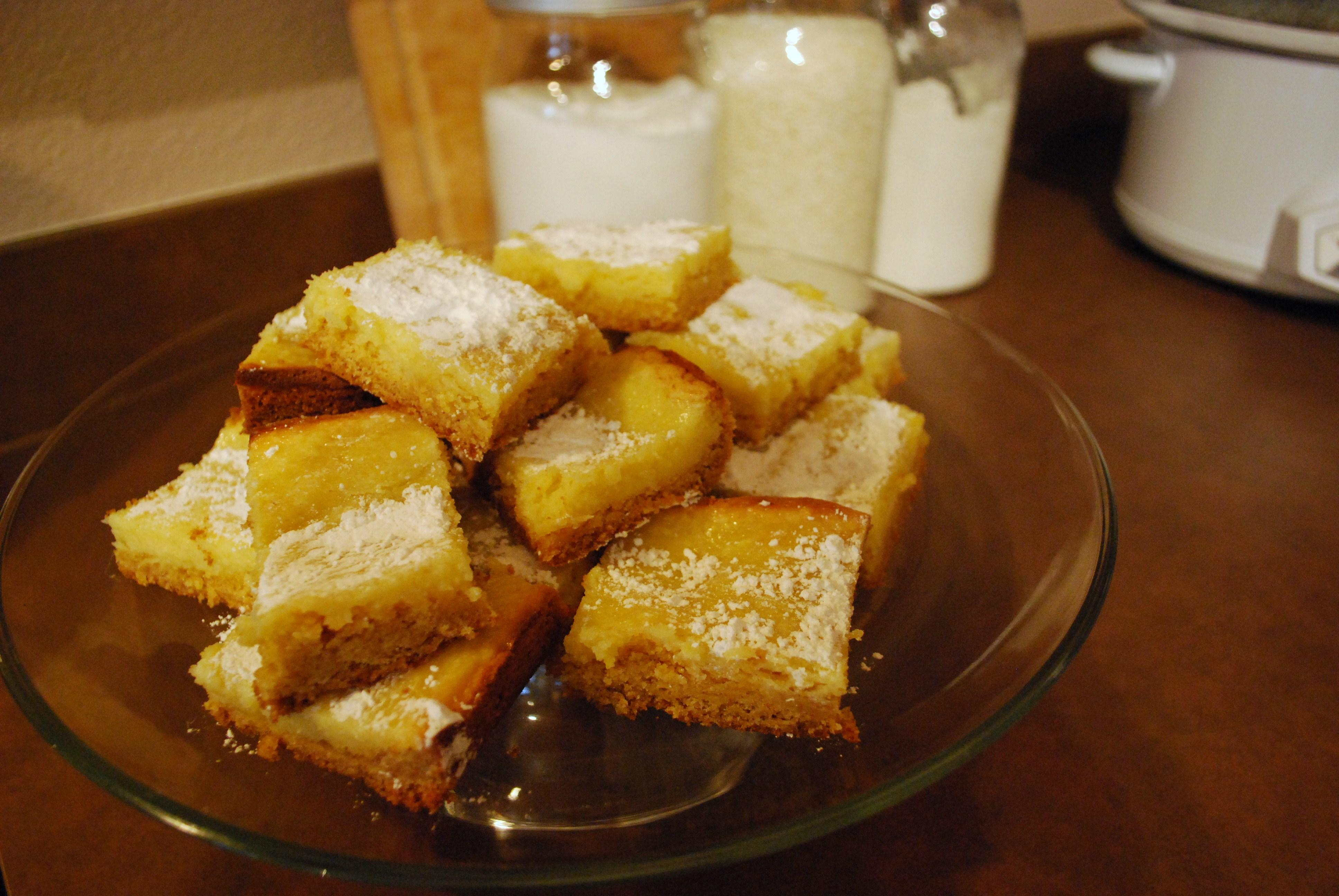
구이 버터 케이크

구이 버터 케이크(Gooey butter cake)는 미국 미주리주 세인트루이스에서 처음 만든 케이크 과자이다.
미주리주 세인트루이스에서 전통적으로 만들어지는 일종의 케이크이다. 밀가루, 버터, 설탕, 계란으로 만든 평평하고 조밀한 케이크로, 일반적으로 높이가 1인치에 가깝고 가루 설탕을 뿌렸다. 달콤하고 진하지만 다소 단단하며 브라우니처럼 잘게 자를 수 있다. 끈적 끈적한 버터 케이크는 일반적으로 정식 디저트 케이크가 아닌 일종의 커피 케이크로 제공된다. 케이크에는 원래 세인트루이스, MO 베이커스의 끈적 끈적한 버터 및 크림 치즈와 상업용 노란색 케이크 믹스 변형의 두 가지 변형이 있다. 미주리 주 세인트루이스 베이커스의 끈적끈적한 버터는 1930년대에 시작된 것으로 여겨진다. 바닥에 효모로 키운 달콤한 반죽으로 만들었다.
세인트 루이스 컨벤션 및 방문자 위원회는 웹사이트에 크림 치즈와 상업적인 노란색 케이크 믹스 변형 케이크에 대한 레시피를 포함하고 있으며 이를 "세인트 루이스의 인기 있고 기발한 음식 중 하나"라고 부른다. 레시피는 버터와 노란색 케이크 반죽의 맨 아래층과 계란, 크림 치즈 및 한 경우 아몬드 추출물로 만든 맨 위층을 요구한다. 케이크는 서빙되기 전에 과자 장수의 설탕으로 뿌려진다. 케이크는 구운 직후에 먹는 것이 가장 좋다. 상온 또는 따뜻한 상태로 제공되어야 한다.
끈적 끈적한 버터 케이크 레시피의 크림 치즈 변형 ("오이 구이 버터 케이크", 때때로 "체스 케이크"라고도 함)은 원본에 충분히 가깝지만 집에서 쉽게 준비할 수 있도록 설계된 근사치이다. 현지 식료품 체인인 Schnucks 및 Dierbergs를 포함하여 독창적인 공식 구이 버터 케이크를 만드는 방법을 알고 있는 더 큰 세인트루이스 지역의 제과점은 옥수수 시럽, 설탕 및 계란 가루를 기반으로 약간 다른 조리법을 사용한다. 그러나 케이크 믹스나 크림 치즈는 사용하지 않는다.

## 같이 보기
- 버터 케이크